# Pseudophoxinus callensis
Pseudophoxinus callensis är en fiskart som först beskrevs av Guichenot, 1850.  Pseudophoxinus callensis ingår i släktet Pseudophoxinus och familjen karpfiskar. IUCN kategoriserar arten globalt som otillräckligt studerad. Inga underarter finns listade i Catalogue of Life.